# Thái Giang
Thái Giang là một xã cũ thuần nông nằm trong vùng đồng bằng Bắc Bộ thuộc huyện Thái Thụy, tỉnh Thái Bình, Việt Nam.
Là một Xã về đích nông thôn mới năm 2017
Xã có diện tích 6,36 km², dân số năm 1999 là 5708 người, mật độ dân số đạt 897 người/km², xã Thái Giang bao gồm các thôn:Thôn Tiền Phong, Phất Lộc Tây, Phất lộc Tiến, Phất LộcTrung, Phất Lộc Đông, Thôn Hạ Liệt, Thôn Nha, THôn Trung, Thôn Đoài